# スーパーラップ
スーパーラップ
1. モータースポーツ用語で予選中の特殊タイムアタックを行っている周回のこと。スーパーポール参照のこと。
2. ビデオマガジン『Video Option』内の企画の一つ。以下で述べる。
3. ブリヂストンから発売されていた超軽量アルミホイール「SUPER R.A.P.」（スーパー・アール・エー・ピー）の俗称。外見はスチールホイールそのもので、非常に軽量であることを生かしジムカーナやダートトライアルなどを席巻した[1]。トミーカイラm13（K11）で純正採用されていた。

スーパーラップ（Super lap）は、Video Option内で連載されている、チューニングカーによるタイムアタック企画。初掲載は2000年発行のVol.71。気温も路面温度も低くないとタイムが出ないため、連載期間が極端に短い（冬の間だけ）のも特徴の1つになっている。

## 概要
各サーキットをチューニングカーにてグリップランし、タイムを競う。ただし、絶対レコードだけを狙うのではなく、各ショップ毎に色々な縛りを設けて、その中でタイムを競うのが一般的なタイムアタック企画とは異なる。
使用されるサーキットは筑波サーキットが多い。その他、スポーツランドSUGO、富士スピードウェイ、セントラルサーキット、岡山国際サーキットなどで行われている。

## レギュレーション
ベースがチューニングカーのため、そこまで厳しいレギュレーションが設けられている訳ではない。具体的には
- パワー無制限
- 音量はサーキットの規制音量まで（過去にC-WESTのS2000がこれに引っかかり黒旗を提示されている）
- タイヤは市販ラジアルタイヤ、もしくはSタイヤであること

の3点である。
後にスリックタイヤ車両も取り上げられるようになったが、その場合はスリックタイヤ使用として、今までの記録とは隔離されている。

## 筑波サーキットでの壁の存在
連載当初は1分を切る事が目標とされていたが、連載１回目のvol.71でJUNグランプリシルビアS15が59秒99でレコード更新。さらに、マインズ GT-R R34が58秒98を記録した。2014年12月にアンダー鈴木が50秒台をマークしてからは、50秒切りが目標となっている。2023年1月にファイヤー安藤が49秒897をマーク、50秒切りを達成した。

## 筑波スーパーラップのレコードホルダー
最速レコード
- ESCORT エボ9（CT9A）/49秒897/ファイヤー安藤

駆動方式別レコード
| 駆動方式                                     | マシン                                     | タイム  | ドライバー      |
| -------------------------------------------- | ------------------------------------------ | ------- | --------------- |
| フロントエンジン・フロントドライブ方式（FF） | Vibrant Performance/PZ Tuning CIVIC(CIVIC) | 53秒071 | WILLIAMAU-YEUNG |
| フロントエンジン・リアドライブ方式（FR）     | スコーチADVANシルビア （S15）              | 50秒366 | アンダー鈴木    |
| 四輪駆動（4WD）                              | ESCORT エボ9（CT9A）                       | 49秒897 | ファイヤー安藤  |
| ミッドシップ（MR）                           | 鈴鹿エスプリNSX（NA1）                     | 54秒689 | 木下みつひろ    |

車種別レコード
| 車種                                                    | マシン                                              | タイム     | ドライバー        |
| ------------------------------------------------------- | --------------------------------------------------- | ---------- | ----------------- |
| 日産・スカイラインGT-R                                  | ATTKD GT-R（BNR32）                                 | 54秒291    | 木下みつひろ      |
| 日産・フェアレディZ                                     | JUNオートメカニック ハイパーレモン4WD-Z （Z33改）   | 57秒986    | 木下みつひろ      |
| 日産・シルビア                                          | スコーチADVANシルビア （S15）                       | 50秒366    | アンダー鈴木      |
| マツダ・RX-8                                            | パンスピード RX-8 NA-01（SE3P改）                   | 59秒906    | 谷口信輝          |
| マツダ・RX-7                                            | カーショップドリームKJMボルテックス7 RX-7（FD3S改） | 53秒489    | クロカワ テツヒロ |
| ホンダ・NSX                                             | 鈴鹿エスプリNSX（NA1）                              | 54秒689    | 木下みつひろ      |
| ホンダ・S2000                                           | トップフューエル S2000 Type-RR（AP1）               | 51秒762    | 谷口信輝          |
| ホンダ・シビック                                        | G.WORK☆Ω☆ATS☆EG6改（EG6）                           | 58秒138    | とら♪             |
| ホンダ・オデッセイ                                      | タケローズ オデッセイ240R                           | 1分06秒267 | 織戸学            |
| 三菱・ランサーエボリューション                          | ESCORT エボ9（CT9A）                                | 49秒897    | ファイヤー安藤    |
| スバル・インプレッサ                                    | ディーランゲージ DlanguageR205                      | 54秒115    | 菊地靖            |
| トヨタ・AE86                                            | T.S FACTORY☆レビン(AE86)                            | 58秒254    | スワえもん♪       |
| トヨタ・アルテッツァ                                    | HKS Racing Performer IS220-R（SXE10改）             | 59秒350    | 織戸学            |
| トヨタ・マークII ツアラーV トヨタ・チェイサー ツアラーV | ラスティ マークⅡ（JZX100改）                        | 1分00秒079 | 山田英二          |
| スズキ・スイフト                                        | ディーランゲージDlanguageZC31Sターボ                | 57秒807    | 井尻薫            |
| BMW                                                     | SUNBEAM M3 CSL (E46)                                | 57秒968    | naonao            |
| ポルシェ・964                                           | RWB964ロイヤルワイド                                | 58秒856    | 長嶋重登          |

レギュレーション別レコード
| レギュレーション      | マシン                                | タイム     | ドライバー     |
| --------------------- | ------------------------------------- | ---------- | -------------- |
| N/A車                 | 九州最速NSX☆冨吉R                     | 56秒402    | T.hannita      |
| 4ドア車               | ESCORT エボ9（CT9A）                  | 49秒897    | ファイヤー安藤 |
| D1 GRAND PRIX出場車両 | RE雨宮 SUNOCO with YOKOHAMA RX-7 (FD) | 56秒094    | 末永正雄       |
| ミニバン              | タケローズ ODYSSEY 240R               | 1分06秒267 | 織戸学         |
| BMW                   | SUNBEAM M3 CSL (E46)                  | 57秒968    | naonao         |

※参考タイム：全日本GT選手権（JGTC）・SUPER GT参戦車両（GTマシン）、フォーミュラーカーのレコードタイム
- GT500…51秒875（ARTA NSX/土屋圭市　2003年）- ベストモータリングビデオ『ホットバージョン』の土屋圭市引退記念イベントで記録。土屋が引退するレースで乗っていたJGTC 2002年最終戦(鈴鹿サーキット)仕様でギヤ比など基本的に鈴鹿戦のまま残されていたものから足回りのみ変更している。テストランの途中で既に記録更新していたが、ラストアタックで更にレコードを塗り替えた。記録した模様などはホットバージョンVol.68に収録されている。2014年12月にアンダー鈴木が記録を更新するまで長らく市販車改造車両における筑波最速レコードタイムとなっていた。
- GT300(JAF-GT300)…58秒460（クスコキャロッセインプレッサ/小林カツオ　2005年）
- GT300(FIA-GT3)…51秒496（グッドスマイル初音ミクAMG/谷口信輝　2017年）- モーターファンフェスタ/初音ミクGTプロジェクトファン感謝祭で記録。SUPER GT 2017年シーズンで使用予定のマシンで記録。慣熟走行時に既に51秒800を記録し、いきなり14年前のGTマシン最速タイムを更新したが、本走行時に51秒496と更に更新。
- スーパーフォーミュラ…43秒304（SF14・トヨタ/小林可夢偉　2016年）- SPEED×SOUND TROPHY 2016で記録。
- アンリミテッド…49秒445(トヨタ・86/谷口信輝 2019年) - スポーツ走行枠にて記録。スリックタイヤ使用のためスーパーラップの記録としては扱われないが、非フォーミュラ系車両ではトップタイム。